# Йоганнес Еггештайн
Йоганнес Еггештайн (нім. Johannes Eggestein, нар. 8 травня 1998, Ганновер) — німецький футболіст, нападник клубу «Санкт-Паулі».

## Клубна кар'єра
Народився 8 травня 1998 року в місті Ганновер. Вихованець юнацьких команд футбольних клубів «Шлосс Ріклінген», «Гафельзе» та «Вердер».
2 червня 2016 року Еггештайн підписав свій перший професійний контракт, який діяв до 2019 року.
21 серпня 2016 року в поєдинку Кубка Німеччини проти «Шпортфройнде» Йоханнес дебютував за основний склад «Вердера». 26 серпня 2017 року в матчі проти мюнхенської "«Баварія» він дебютував у Бундеслізі, замінивши у другому таймі Фіна Бартельса. Станом на 19 травня 2019 року відіграв за бременський клуб 30 матчів в національному чемпіонаті.

## Виступи за збірні
2012 року дебютував у складі юнацької збірної Німеччини, взяв участь у 39 іграх на юнацькому рівні, відзначившись 24 забитими голами. З командою до 17 років завоював срібні медалі юнацького чемпіонату Європи у Болгарії. На турнірі він зіграв у чотирьох матчах і у поєдинку проти словенців забив єдиний гол у матчі. Цей результат дозволив команді поїхати того ж року на юнацький чемпіонат світу, де Йоганнес з 4 голами став другим бомбардиром і володарем «Срібного бутсу».
З 2017 року залучався до матчів молодіжної збірної Німеччини, у її складі поїхав на молодіжний чемпіонат Європи 2019 року в Італії.

## Особисте життя
У Йоганнеса є старший брат, Максіміліан, який також є футболістом. Батько братів, Карл Еггештайн, також був футболістом.